# Không lực mang số
Một Không lực mang số (tiếng Anh: Numbered Air Force) là một cấp bậc đơn vị của Không quân Hoa Kỳ. Trong lịch sử, vai trò của cấp bậc tư lệnh dưới cấp Bộ tư lệnh chính quy (MAJCOM) và trên một hay nhiều không đoàn hoặc liên đoàn bay độc lập đã thay đổi theo thời gian. Một số không lực mang số được thay thế bởi các Bộ tư lệnh chính huy MAJCOM trong khi đó một số Bộ tư lệnh chính quy lại bị thay thế bởi các không lực mang số. Ngoài ra, một số không lực mang số có hai vai trò vừa là Bộ tư lệnh chính quy vừa là thành phần không lực của các Bộ tư lệnh thống nhất (Unified Command), hay là thành phần không lực của các phân bộ tư lệnh thống nhất hay phân bộ tư lệnh hỗn hợp. Khi Không quân Hoa Kỳ được tái tổ chức trong đầu thập niên 1990, các không lực mang số đã được tái tổ chức thành những đội hình chiến thuật để cung ứng sự giám sát và vai trò lãnh đạo tác chiến. Trong vai trò mới này, chúng không phải là những tổng hành dinh hành chính và không có ban tham mưu chức năng đầy đủ. Tuy nhiên, một số các không lực mang số tiếp tục phục vụ trong vai trò thành phần không lực của những Phân bộ tư lệnh thống nhất hay Phân bộ tư lệnh hỗn hợp. Trong những trường hợp như thế, chức năng của Không lực mang số tách rời khỏi chức năng của thành phần không lực mặc dù vị tư lệnh được xem là tư lệnh của cả hai tổ chức. Ví dụ rõ nhất của cách bố trí này trong lịch sử cận đại là Không lực 9 Hoa Kỳ, vừa đóng vai trò Không lực Hoa Kỳ đặc trách miền Trung (United States Air Forces Central hay viết tắt là USAFCENT) vừa đóng vai trò là thành phần không lực của Bộ tư lệnh thống nhất Hoa Kỳ đặc trách miền Trung.
Các không lực mang số thường được một sĩ quan cấp thiếu tướng làm tư lệnh. Các không lực mang số được chỉ huy bởi một vị sĩ quan cấp trung tướng thường đóng hai vai trò. Ngoài vai trò riêng của nó là một không lực mang số nó còn là thành phần không lực của một Phân bộ tư lệnh thống nhất hay Phân bộ tư lệnh hỗn hợp. Khi đó vị sĩ quan tư lệnh là tư lệnh của cả hai tổ chức.
Năm 2004 và 2005, vai trò của Không lực mang số lại thay đổi. Trong trường hợp này, Không lực mang số gần như bị loại bỏ khỏi vai trò của một đội hình chiến thuật. Thay vào đó, bộ tham mưu thành phần không lực riêng được tổ chức thành một Tổng hành dinh Tác chiến (WFHQ), đôi khi được tổ chức trong vai trò một không lực mang số đảm nhận các chức năng mà trước đây thuộc Tổng cục Hành quân Bộ tư lệnh chính quy (MAJCOM Operations Directorate), ví dụ như Trung tâm Hành quân Không lực (Air Operations Center). Trách nhiệm hành chính trước đây của Không lực mang số được giao trực tiếp cho Bộ tư lệnh chính quy.
Năm 2006, khái niệm về chỉ huy tác chiến không quân đã tiến hóa vào trong tổ chức không lực mang số thành phần. Không lực mang số thành phần là một tổ chức có định hướng tác chiến và phục vụ trong vai trò của một bộ tư lệnh không lực thành phần nằm trong một Bộ tư lệnh tác chiến thống nhất, hay là tổ chức cấp dưới của bộ tư lệnh thống nhất khi cần thiết. Không lực mang số thành phần gồm có một trung tâm tác chiến không lực để cung ứng sự chỉ đạo và kiểm soát, và còn có một bộ tham mưu để cung ứng sự hỗ trợ tiếp vận và hành chính đối với những cơ sở quân trang quân dụng. Một không lực mang số thành phần mang hai cấp hiệu đơn vị, thứ nhất là cấp hiệu số (Ví dụ như Không lực 9), và hai là cấp hiệu chức năng thành phần (Ví dụ Không lực Hoa Kỳ đặc trách miền Trung).
| Không lực                 | Phù hiệu | Nơi đóng tổng hành dinh                                                | Bộ tư lệnh chính quy         |
| ------------------------- | -------- | ---------------------------------------------------------------------- | ---------------------------- |
| Không lực 1 (AFNORTH)     |          | Căn cứ Không quân Tyndall, Florida                                     | ACC                          |
| Không lực 2               |          | Căn cứ Không quân Keesler, Mississippi                                 | AETC                         |
| Không lực 3 (AFEUR)       |          | Căn cứ Không quân Ramstein, Đức                                        | USAFE                        |
| Không lực 4               |          | Căn cứ Không quân Trừ bị March, California                             | AFRC                         |
| Không lực 5               |          | Căn cứ Không quân Yokota, Nhật Bản                                     | PACAF                        |
| Không lực 6               |          |                                                                        | 6th USAAF Emblem (1942–1946) |
| Không lực 7(AFKOR)        |          | Căn cứ Không quân Osan, Hàn Quốc                                       | PACAF                        |
| Không lực 8 (AFSTRAT-GS)  |          | Căn cứ Không quân Barksdale, Louisiana                                 | AFGSC                        |
| Không lực 9 (AFCENT)      |          | Căn cứ Không quân Shaw, Nam Carolina                                   | ACC                          |
| Không lực 10              |          | Căn cứ Không lực Hải quân Trừ bị Hỗn hợp Fort Worth, Fort Worth, Texas | AFRC                         |
| Không lực 11              |          | Căn cứ Không quân Elmendorf, Alaska                                    | PACAF                        |
| Không lực 12 (AFSOUTH)    |          | Căn cứ Không quân Davis-Monthan, Arizona                               | ACC                          |
| Không lực 13 (AFPAC)      |          | Căn cứ Không quân Hickam, Hawaii                                       | PACAF                        |
| Không lực 14 (AFSTRAT-SP) |          | Căn cứ Không quân Vandenberg, California                               | AFSPC                        |
| Không lực 15              |          |                                                                        |                              |
| Không lực 16              |          |                                                                        |                              |
| Không lực 17 (AFAFRICA)   |          | Căn cứ Không quân Ramstein, Đức                                        | USAFE                        |
| Không lực 18 (AFTRANS)    |          | Căn cứ Không quân Scott, Illinois                                      | AMC                          |
| Không lực 19              |          | Căn cứ Không quân Randolph, Texas                                      | AETC                         |
| Không lực 20              |          | Căn cứ Không quân F.E. Warren, Wyoming                                 | AFGSC                        |
| Không lực 21              |          |                                                                        |                              |
| Không lực 22              |          |                                                                        |                              |
| Không lực 23 (AFSOF)      |          | Hurlburt Field, Florida                                                | AFSOC                        |
| Không lực 24 (AFCYBER)    |          | Căn cứ Không quân Lackland, Texas                                      | AFSPC                        |

Việc thay đổi cơ cấu của Không lực mang số bao gồm việc chỉnh sửa cấp hiệu của Không lực 6 với vai trò Bộ tư lệnh Không quân Hoa Kỳ đặc trách miền Nam vào năm 1946, chỉnh sửa cấp hiệu của Không lực 23 với vai trò Bộ tư lệnh Hành quân Đặc biệt Không quân và chỉnh sửa cấp hiệu Bộ tư lệnh Không quân Alaska với vai trò là Không lực 11 năm 1990, và việc tái phục hồi hoạt động của Không lực 19 năm 1993.
Năm 2003, Không lực 15 và Không lực 21 được tái chỉnh sửa cấp hiệu để đóng vai trò của Các lực lượng Đặc nhiệm Linh động Viễn chinh (EMTFs). Cùng thời điểm đó, Không lực 18 được tái hoạt động nằm dưới Bộ tư lệnh Linh động Không quân để phục vụ như Không lực mang số thành phần để hỗ trợ USTRANSCOM. Mỗi Lực lượng Đặc nhiệm Linh động Viễn chinh được chỉ huy bởi một chuẩn tướng và có trách nhiệm hỗ trợ sự linh động của không lực trong một hay vài vùng địa lý.
Không lực 16 bị ngưng hoạt động và rồi tái phối trí thành Lực lượng Đặc nhiệm Viễn chinh Không quân số 16 vào ngày 1 tháng 12 năm 2006.
Một không lực mới là Không lực 23 được thành lập dưới quyền của Bộ tư lệnh Hành quân Đặc biệt Không quân trong vai trò là Không lực mang số thành phần để hỗ trợ cho USSOCOM, và Không lực 17 được tái hoạt động dưới quyền của USAFE trong vai trò của một Không lực mang số thành phần để hỗ trợ cho USAFRICOM năm 2008.
với việc đem ứng dụng khái niệm Không lực mang số của Không quân Hoa Kỳ, vai trò của Không lực mang số tiếp tục tiến hóa. Khái niệm không lực mang số thành phần được áp dụng rộng rãi. Ví dụ, Bộ tư lệnh Chiến thuật Hoa Kỳ có nhiều Bộ tư lệnh Thành phần Chức năng Hỗn hợp cấp dưới. Một số bộ tư lệnh này được các Không lực mang số thành phần riêng trợ lực.
Có những thời điểm, các không lực mang số gồm có các sư đoàn không quân nhưng đơn vị sư đoàn đã trở nên lỗi thời. Các sư đoàn không quân cuối cùng bị giải tán vào năm 1991. Các sư đoàn không quân gồm có từ hai hay nhiều không đoàn hoặc liên đoàn bay độc lập.